# Linn M. Persson
Linn Mikaela Persson (* 19. März 1972 in Stockholm) ist eine schwedische Umweltchemikerin. Sie leitet am Stockholm Environment Institute (SEI) den Fachbereich Governance and Institutions.

## Werdegang
Persson promovierte 2003 in Umweltchemie an der Universität Stockholm mit einer Dissertation zum Thema Methods for the study of dissolved organic matter as an environmental actor (dt. „Methoden zur Untersuchung gelöster organischer Stoffe als ein Umweltakteur“). Sie arbeitete für die Abteilung Chemikalien des Umweltprogramms der Vereinten Nationen in Genf, die schwedische Botschaft in Kenia und den Fachbereich für angewandte Umweltwissenschaft der Universität Stockholm, bevor sie 2005 als wissenschaftliche Mitarbeiterin am SEI tätig wurde.

## Wirken
Ihre Arbeit konzentriert sich auf Umweltbelastung mit chemischen Stoffen, Chemikalienmanagement und internationale Umweltabkommen. Zu ihren Forschungsinteressen gehören zudem Untersuchungen zur Übertragung chemischer Risiken entlang komplexer Lieferketten und Möglichkeiten zur Verringerung chemischer Risiken in der weltweiten Fertigung. Perssons Arbeit hat sich wiederholt mit planetaren Grenzen befasst.
In Ergänzung zu dem von Johan Rockström 2009 entwickelten Konzept der Planetary Boundaries (Belastungsgrenzen des Planeten), das neun Grenzen identifiziert hatte, publizierte sie 2013 als Erstautorin einen Artikel, der sich mit der Bedrohung planetarer Grenzen durch chemische Umweltverschmutzung beschäftigt und eine Strategie zur proaktiven Gefahrenerkennung skizziert. Die von ihr als Co-Autorin verfasste wissenschaftliche Publikation Planetary boundaries. Guiding human development on a changing planet in der Fachzeitschrift Science wurde schnell tausendfach zitiert; er gehörte 2015 weltweit zu den meistzitierten Artikeln seiner Fachrichtung und hat erheblichen Einfluss auf die umweltpolitische Diskussion und den internationalen Nachhaltigkeitsdiskurs ausgeübt. 18 internationale Forscher versuchen darin, die Bruchstellen der natürlichen Welt abzuschätzen und kommen zu dem Schluss, dass die Erde in den kommenden Jahren kein sicherer Lebensraum für den Menschen sein könnte, wenn sich ökomonisches Wachstum, Technologie und Konsum weiterhin in der Weise entwickeln wie bisher.
Anfang 2022 veröffentlichte Persson mit anderen einen Ansatz zur Festlegung der planetaren Grenzen für novel entities (u. a. synthetische Stoffe wie Plastik und Nanopartikel), für die es bisher nur Kriterien zur fallabhängigen Risikoabwägung gab.

## Veröffentlichungen (Auswahl)
- Linn M. Persson et al.: Confronting unknown planetary boundary threats from chemical pollution. In: Environmental Science & Technology, 47(22), 12619–12622, 2013, doi:10.1021/es402501c.
- Mit Björn Nykvist et al.: National Environmental Performance on Planetary Boundaries. A study for the Swedish Environmental Protection Agency, Stockholm 2013, ISBN 978-91-620-6576-8.
- Mit Matthew MacLeod et al.: Identifying chemicals that are planetary boundary threats. In: Environmental Science & Technology, 48(19), 11057–11063, 2014. doi:10.1021/es501893m.
- Mit Will Steffen et al.: Planetary boundaries: Guiding human development on a changing planet. In: Science, 347 (6223), 1259855, 2015, doi:10.1126/science.1259855.
- Linn Persson et al.: Implementation of the Strategic Approach to International Chemicals Management in Cambodia: effects of regime design. In: International Environmental Agreements: Politics, Law and Economics, Februar 2016, Volume 16, Issue 1, S. 1–20, doi:10.1007/s10784-014-9254-5.
- Linn Persson et al.: The Globally Harmonized System of Classification and Labelling of Chemicals—Explaining the Legal Implementation Gap. In: Sustainability 2017, 9 (12), 2176; doi:10.3390/su9122176.